# In the Shadows (canción)
«In the Shadows» es una canción de la banda de rock finlandesa de rock alternativo The Rasmus, lanzado a través de Playground Music el 3 de febrero de 2003 como el primer sencillo de su quinto álbum de estudio Dead Letters (2003). El sencillo logró un éxito considerable en las listas de Europa y Oceanía, incluido el Reino Unido, donde alcanzó el número 3, y Nueva Zelanda, donde encabezó la lista. La canción fue nominada al Kerrang! Premio al Mejor Sencillo en 2004.

## Video musical
Hay cuatro videos musicales diferentes para la canción: la versión finlandesa (Bandit), la versión europea (Crow), la versión estadounidense (Mirror) y una cuarta versión simplificada.

## Lista de canciones
| Escandinavo maxi-single |                                        |          |  |
| N.º                     | Título                                 | Duración |  |
| 1.                      | «In the Shadows»                       | 4:18     |  |
| 2.                      | «In the Shadows» (revamped)            | 3:03     |  |
| 3.                      | «First Day of My Life» (demo acústico) | 3:11     |  |

| European CD single |                             |          |  |
| N.º                | Título                      | Duración |  |
| 1.                 | «In the Shadows»            | 4:18     |  |
| 2.                 | «In the Shadows» (revamped) | 3:03     |  |

| UK limited-edition 7-inch Disco ilustrado |                  |          |  |
| N.º                                       | Título           | Duración |  |
| 1.                                        | «In the Shadows» |          |  |
| 2.                                        | «If You Ever»    |          |  |

| UK enhanced CD single |                          |          |  |
| N.º                   | Título                   | Duración |  |
| 1.                    | «In the Shadows»         |          |  |
| 2.                    | «Everything You Say»     |          |  |
| 3.                    | «Days»                   |          |  |
| 4.                    | «In the Shadows» (video) |          |  |

| US enhanced CD |                          |          |  |
| N.º            | Título                   | Duración |  |
| 1.             | «In the Shadows»         | 4:18     |  |
| 2.             | «Guilty»                 | 3:42     |  |
| 3.             | «In the Shadows» (video) | 3:54     |  |

## Posicionamiento en listas
| Lista (2003–2004)                       | Mejor posición |
| --------------------------------------- | -------------- |
| Alemania (Offizielle Deutsche Charts)   | 1              |
| Australia (ARIA)                        | 23             |
| Austria (Ö3 Austria Top 40)             | 2              |
| Bélgica (Flandes) (Ultratop 50)         | 6              |
| Bélgica (Valonia) (Ultratop 50)         | 4              |
| Canada CHR/Pop Top 30 (Radio & Records) | 19             |
| CIS Airplay (TopHit)                    | 47             |
| CIS Airplay (TopHit) Remix              | 3              |
| Dinamarca (Tracklisten)                 | 6              |
| Escocia (Scottish Singles Sales Chart)  | 3              |
| Europe (Eurochart Hot 100)              | 6              |
| Finlandia (OFC)                         | 1              |
| Francia (SNEP)                          | 6              |
| Hungría (Rádiós Top 40)                 | 1              |
| Hungría (Dance Top 40)                  | 4              |
| Irlanda (IRMA)                          | 7              |
| Italia (FIMI)                           | 2              |
| Países Bajos (Dutch Top 40)             | 5              |
| Países Bajos (Mega Single Top 100)      | 6              |
| Nueva Zelanda (Recorded Music NZ)       | 1              |
| Czech Republic (IFPI)                   | 22             |
| Romania (Romanian Top 100)              | 70             |
| Suecia (Sverigetopplistan)              | 2              |
| Suiza (Schweizer Hitparade)             | 2              |
| Reino Unido (UK Singles Chart)          | 3              |